# Ролевая теория
Ролевая теория (или теория ролей) — теория в социологии и социальной психологии, согласно которой личность описывается посредством усвоенных и принятых индивидом или вынужденно выполняемых социальных функций и моделей поведения — ролей, обусловленных социальным статусом индивида в данном сообществе или социальной группе.
Она объединяет ряд подходов к рассмотрению таких черт человеческого поведения, как тенденции к формированию типовых моделей поведения, или ролей, которые могут быть предусмотрены при условии знания социального контекста.

## История развития теории
Понятие роли начало широко использоваться в 1920—1930-х гг. в работах Дж. Мида, Р. Парка, Г. Зиммеля, и Р. Линтона. Интерес к понятию появился в рамках ряда дискуссий о том, как положение индивида в системе общества определяет его поведение, и наоборот.
Одной из центральных фигур в развитии ролевой теории является Линтон, который в «Исследование человека» (1936 г.; англ.: The Study of Man) написал главу «Статус и роль», которая является отправной точкой для создания и развития большей части социологической литературы.
1950-е годы и начало 1960-х годов ознаменовали бурное развитие теории ролей. Она стала основой для построения общих рамок структурной социологии и антропологии. Исследования ролей развивались в экспериментальной социальной психологии и в теории социальных полей. В это время появлялось все больше технической литературы о теории, например, «Исследования в анализе ролей» (Н.Гросс, У.Мейсон, А.Макичерн, 1958), появлялись новые понятия, например, «ролевой конфликт».

## Основные понятия
В рамках ролевой теории можно выделить следующие ключевые понятия:
- концепция ролевого конфликта, который обычно определяется как параллельный внешний вид из двух или более несовместимых ожиданий поведения человека;
- концепция принятия роли, сформулированная Дж. Мидом, которая предполагает, что адекватное саморазвитие индивида и участие в социальном взаимодействии требуют, чтобы человек «принимал на себя роль другого»;
- конформность означает соответствие принятым моделям поведения;
- консенсус используется теоретиками ролевой теории для обозначения соглашения между различными лицами касаемо ожидаемых от социальных ролей моделей поведения;
- девиантность — поведение, отклоняющееся от принятых социальных норм, сопротивление индивида ожиданиям и стандартам социальных ролей (неспособность ролевой теории адекватно описать и объяснить девиантное поведение является ее основной проблемной областью).[4][5]

### Различные определения роли
В различных вариациях ролевой теории (основные из них: структурная ролевая теория; функциональная ролевая теория; когнитивная ролевая теория; теория символического интеракционизма; организационная ролевая теория) понятие роли понимается по-разному.
Так, в структурной ролевой теории Ральф Линтон определил роль как динамический аспект статуса, утверждая, что каждый статус в обществе имеет соответствующую роль и что каждая роль связана с определенным статусом. Признавая, что некоторые структурные подходы чрезмерно детерминистичны и статичны, Р. Мертон и Н. Гросс, У. Мейсон, и Макичерн предложили более динамичные теории, в которых роли рассматриваются как фокусы часто противоречивых ожиданий ряда вторичных ролей, с которыми они взаимодействуют.
В определении Р. Тернера роль — это всеобъемлющая модель поведения, включающая ряд установок, составляющих стратегию действий индивида в ряде типичных, периодически повторяющихся ситуаций.

## Применение ролевой теории
Ролевая теория прежде всего применяется различными психологическими и социологическими дисциплинами для изучения личности. Так, с помощью нее разрабатываются различные социально-психологические концепции личности (например, «Я-концепция», современная концепция личностного самосознания).
Также концепции ролевой теории полезны для понимания различных коммуникативных процессов между людьми и группами людей, отношений руководства и подчинения.
В гендерных исследованиях ролевая теория способствовала созданию такой концепции гендерной теории, которая анализирует не только очевидные детерминанты поведения мужчин и женщин, но и более отдаленные факторы влияния со стороны культуры и структуры социума, способствующие изменчивости в этом поведении.

## Обсуждение
По мнению исследователя Р. У. Коннелл, несмотря на наличие в сфере ролевой теории ряда работ, которые рассматривают явление девиантности, или отклонения от социальных норм и ролей, они делают это неподобающим образом. В них девиантность обычно объясняется несовершенством социализации или конфликтом ролей, однако оба эти объяснения «игнорируют само явление сопротивления социальному давлению как таковое», а оно «является фундаментальным фактом общественной жизни, истории человечества и всех форм социальной организации, возникающих в истории».
Также есть серьезные разногласия между теоретиками ролевой теории по поводу сущности ожиданий, предположительно ответственных за определенные роли. В то время как многие теоретики ролей предполагают, что ожидания — это нормы, другие определяют их как убеждения или предпочтения.